# Малахов Віктор Аронович
Мала́хов Віктор Аронович — доктор філософських наук, професор, професор кафедри філософії та релігієзнавства НаУКМА, головний науковий співробітник Інституту філософії НАН України.

## Біографія
- 1948 — 4 липня, народився у м. Києві.
- 1966 — Закінчив середню школу № 87 м. Києва.
- 1966–1967 — Формувальник Київського живописно-скульптурного комбінату.
- 1967–1972 — Студент філософського факультету Київського державного університету ім. Т. Г. Шевченка.
- 1972 — Старший лаборант відділу марксистсько-ленінської естетики Інституту філософії АН України.
- 1973 — Молодший науковий співробітник відділу марксистсько-ленінської естетики Інституту філософії АН України.
- 1981 — 27 березня, захист кандидатської дисертації «Про специфіку культурної обумовленості людської діяльності».
- 1981 — Присуджено науковий ступінь кандидата філософських наук.
- 1984 — Старший науковий співробітник відділу філософських проблем соціалістичної культури Інституту філософії АН України.
- 1985 — 31 липня, народження дочки Катерини.
- 1989 — Провідний науковий співробітник відділу філософських проблем соціалістичної культури Інституту філософії АН України.
- 1991 — Присуджено вчене звання старшого наукового співробітника.
- 1992 — Завідувач сектору етики Інституту філософії НАН України.
- 1992 — 29 жовтня, захист докторської дисертації «Моральне світовідношення в мистецтві (філософсько-естетичний аналіз)».
- 1992 — Присуджено науковий ступінь доктора філософських наук.
- 1996 — Провідний науковий співробітник відділу філософії культури, етики та естетики Інституту філософії НАН України; керівник проблемнодослідницької групи з етики.
- 2003 — Головний науковий співробітник відділу філософії культури, етики та естетики Інституту філософії імені Г. С. Сковороди НАН України.
- 2004 — Присуджено вчене звання професора.
- з 2015 року на пенсії
- 24 вересня 2015 виїхав жити до Ізраїлю, місто Нагарія

## Праці
Автор понад 200 публікацій в галузі етики, історії філософії, філософії культури. Серед найвідоміших його монографій — «Культура і людська цілісність» (Київ, 1984), «Мистецтво і людське світовідношення» (Київ, 1988), «Ранимість любові» (Київ, 2005), «Право бути собою» (Київ, 2008), брошури «Сором. Філософсько-етичний нарис» (Москва, 1989), «Наука розлуки…» (Москва, 1992). Навчальний посібник В. А. Малахова «Етика: курс лекцій», вперше виданий у Києві в 1996 році (сьогодні існує вже п'ять перевидань), досі залишається одним із головних підручників етики в українських університетах.
- Малахов Виктор. Уязвимость любви. — Київ: Дух і літера, 2005. ISBN 966-7888-93-2
- Малахов Віктор. Право бути собою. — Київ: Дух і літера, 2008. ISBN 978-966-378-080-1

 Google книга [Архівовано 24 лютого 2017 у Wayback Machine.]

## Родина
- Батько — Арон Якович Футерман, скульптор
- Матір — Тамара Павлівна Малахова, лікар-терапевт.
- Дружина — Тетяна Олексіївна Чайка (з 8 лютого 1980).
- Дочка — Катерина (нар. 31 липня 1985).